# Акера (Губадлинский район)
Акера (азерб. Həkəri) — село в административно-территориальном округе села Мурадханлы Губадлинского района Азербайджана. Село находится на берегу реки Хочгядукчай.

## История
По данным «Свода статистических данных о населении Закавказского края, извлеченных из посемейных списков 1886 года», в селе Акарлу (Гакирлу) Шихавинского сельского округа Зангезурского уезда Елизаветпольской губернии было 38 дымов и проживало 170 курдов шиитского вероисповедания, все из которых являлись владельческими крестьянами.
В ходе Первой карабахской войны, в 1993 году село было занято армянскими вооружёнными силами, и до 2020 года находилось под контролем непризнанной НКР. После вооружённого конфликта, произошедшего осенью 2020 года, небольшие участки в Губадлинском и Зангеланском районах оставались под контролем армянской стороны. По словам премьер-министра Армении Никола Пашиняна, 9 ноября, во время подписания заявления о прекращении огня, стороны достигли «устного взаимопонимания» о том, чтобы «провести уточнение пограничных точек» на этих участках. В итоге, в декабре армянские войска «отступили на границу Советской Армении», и территории Губадлинского и Зангеланского районов полностью вернулись под контроль Азербайджана.